# حادثه بوکیت کپونگ
حادثه بوکیت کپونگ یک رویارویی مسلحانه در سال ۱۹۵۰ در خلال وضعیت اضطراری مالایا بین فدراسیون پلیس مالایا و چریک‌های ارتش آزادیبخش ملی مالایا (MNLA)، شاخه نظامی حزب کمونیست مالایا(MCP) بود. این درگیری در منطقه‌ای پیرامون ایستگاه پلیس بوکیت کپونگ در بوکیت کپونگ رخ داد. ایستگاه پلیس که از چوب ساخته شده بود در سواحل رود موار، در حدود فاصله ۵۹ کیلومتری از شهر موار، ایالت جوهُر قرار داشت.